# Kalypso Media
Kalypso Media — німецька приватна компанія, що займається розробкою та виданням відеоігор. Штаб компанії знаходиться в місті Вормс, Німеччина. Найвідоміші ігри видані цією компанією це: Tropico 4, Tropico 3 та The Patrician IV.

## Історія компанії
Компанія була заснована 2006 року в німецькому місті Вормс Симоном Хельвігом та Стефаном Марчінеком. На цей момент у компанії працюють більше 100 програмістів, дизайнерів, художників, торгових партнерів та фахівців із маркетингу. Переважно компанія займається виданням комп'ютерних ігор.
Наприкінці 2019 року компанія повідомила, що відкриває нову студію у місті Франкфурті-на-Майні. Започатковане підприємство стало третьою за ліком дочірньою студією Kalypso, що займається розробкою відеоігор. Планується, що вона зосередиться на розробці версій відеоігор для нового, дев'ятого покоління гральних консолей, зокрема портуванням серії відеоігор Commandos на нові платформи. Очолив новостворену компанію менеджер студії Sunflowers Interactive та директор Games Distillery Юрген Реуссвіг (нім. Jürgen Reußwig).
Восени 2021 року стадо відомо про відкриття нової дочірньої студії у Мюнхені, Німеччина. Очолюватиме студію Томас Шнайдер (нім. Thomas Schneider), колишній співробітник Aesir Interactive. Новосформована команда зосередить зусилля над створенням нової частини відеоігрової серії «Tropico».

## Випущені відеоігри
- 2006 — DarkStar One
- 2007 — Theatre Of War
- 2007 — Star Assault
- 2007 — Campus
- 2007 — Hollywood Pictures 2
- 2007 — Jack Keane
- 2008 — Sins of a Solar Empire
- 2008 — Racing Team Manager
- 2008 — The Political Machine 2008
- 2008 — Imperium Romanum (ПК)
- 2008 — AGON — The Lost Sword of Toledo
- 2009 — Ceville (ПК)
- 2009 — Grand Ages: Rome (ПК)
- 2009 — Tropico 3 (ПК, Xbox 360)
- 2010 — M.U.D. TV (ПК)
- 2010 — DarkStar One: Broken Alliance
- 2010 — The Patrician IV (ПК)
- 2010 — Disciples III: Resurrection (ПК)
- 2011 — Dungeons (ПК)
- 2011 — Elements of War (ПК)
- 2011 — The First Templar (ПК, Xbox 360)
- 2011 — Boulder Dash-XL
- 2011 — Tropico 4 (ПК, Xbox 360)
- 2011 — Airline Tycoon 2 (ПК)
- 2012 — DarkStar One: Broken Alliance — Games on Demand
- 2012 — The First Templar — Games on Demand
- 2012 — Jurassic Park: The Game
- 2012 — Jagged Alliance 3
- 2012 — Port Royale 3: Pirates and Merchants (ПК, PlayStation 3, Xbox 360)
- 2012 — Legends of Pegasus (ПК)
- 2013 — Omerta — City of Gangsters
- 2012 — Alien Spidy (ПК, PlayStation 3, Xbox 360, PlayStation Vita)
- 2013 — DARK (ПК, PlayStation 3, Xbox 360)
- 2013 — The Dark Eye: Demonicon (ПК, PlayStation 3, Xbox 360)